# Phrynichus (genre)
Pour les articles homonymes, voir Phrynichus.
Genre
Synonymes
- Myodalis Simon, 1936

Phrynichus est un genre d'amblypyges de la famille des Phrynichidae.

## Distribution
Les espèces de ce genre se rencontrent en Afrique et dans le sud de l'Asie.

## Liste des espèces
Selon Whip spiders of the World (version 1.0) :
- Phrynichus andhraensis Bastawade, Rao, Maqsood Javed & Krishna, 2005
- Phrynichus brevispinatus Weygoldt, 1998
- Phrynichus ceylonicus (C.L. Koch, 1843)
- Phrynichus deflersi Simon, 1887
- Phrynichus dhofarensis Weygoldt, Pohl & Polak, 2002
- Phrynichus exophthalmus Whittick, 1940
- Phrynichus gaucheri Weygoldt, 1998
- Phrynichus heurtaultae Weygoldt, Pohl & Polak, 2002
- Phrynichus jayakari Pocock, 1894
- Phrynichus longespina (Simon, 1936)
- Phrynichus lunatus (Pallas, 1772)
- Phrynichus madagascariensis Weygoldt, 1998
- Phrynichus nigrimanus (C.L. Koch, 1847)
- Phrynichus orientalis Weygoldt, 1998
- Phrynichus phipsoni Pocock, 1894
- Phrynichus pusillus Pocock, 1894
- Phrynichus reniformis (Linnaeus, 1758)
- Phrynichus scaber (Gervais, 1844)
- Phrynichus spinitarsus Weygoldt, 1998

et décrites depuis :
- Phrynichus persicus Miranda & Zamani, 2018

## Publication originale
- Karsch, 1879 : Ueber eine neue Eintheilung der Tarantuliden (Phrynidae auct.). Archiv für Naturgeschichte, vol. 45, p. 189–197 (texte intégral).